# IC 4637
IC 4637 ist ein Planetarischer Nebel im Sternbild Skorpion. 